# Betriebswehr SBB Biasca

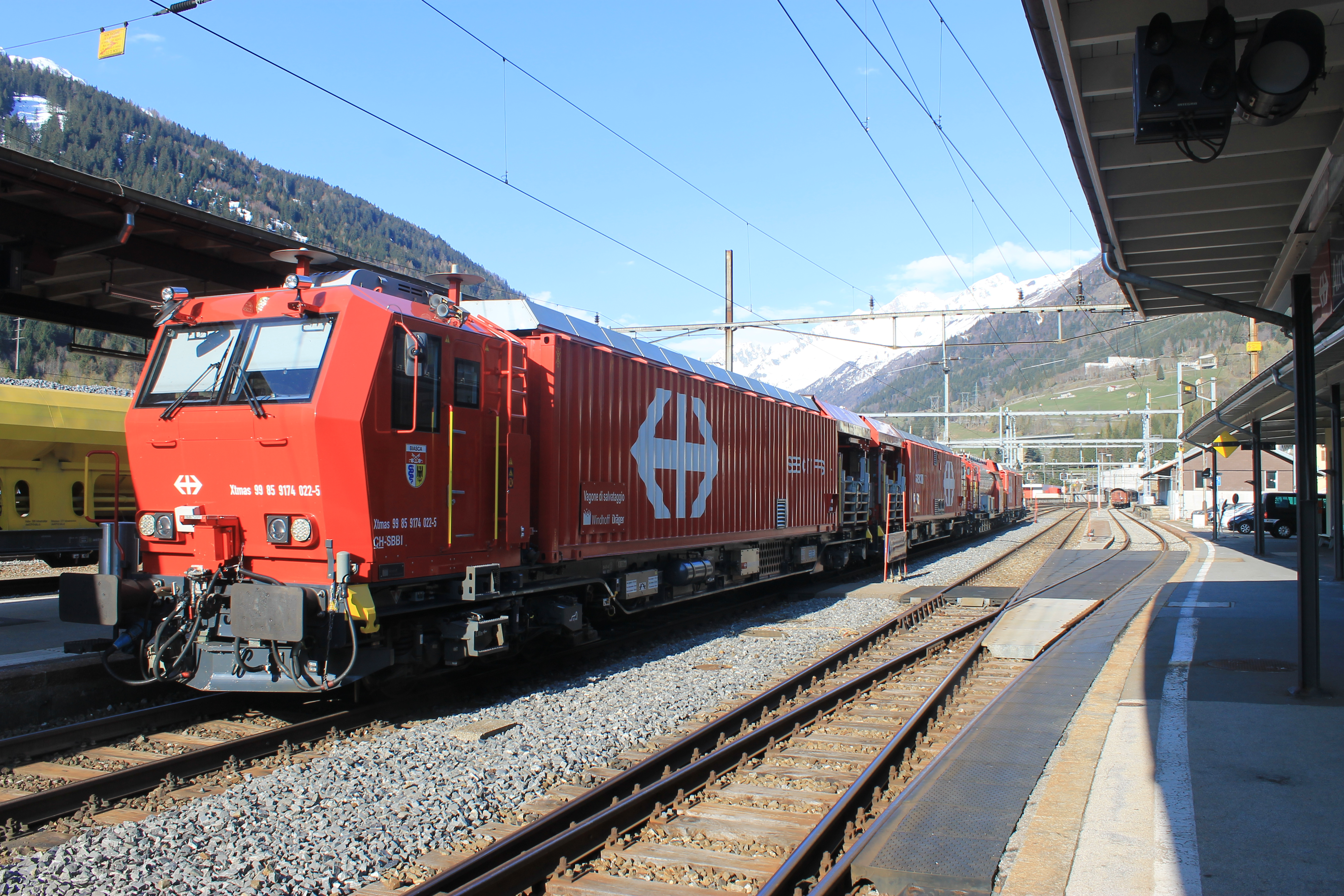
Der Rettungszug der SSB Feuerwehr Biasca des Südportals im Bahnhof von Airolo. Grundsätzlich fahren bei einem schweren Ereignis zwei SBB-Rettungszüge in den Tunnel ein, einer zur Evakuierung, einer zur Brandbekämpfung.

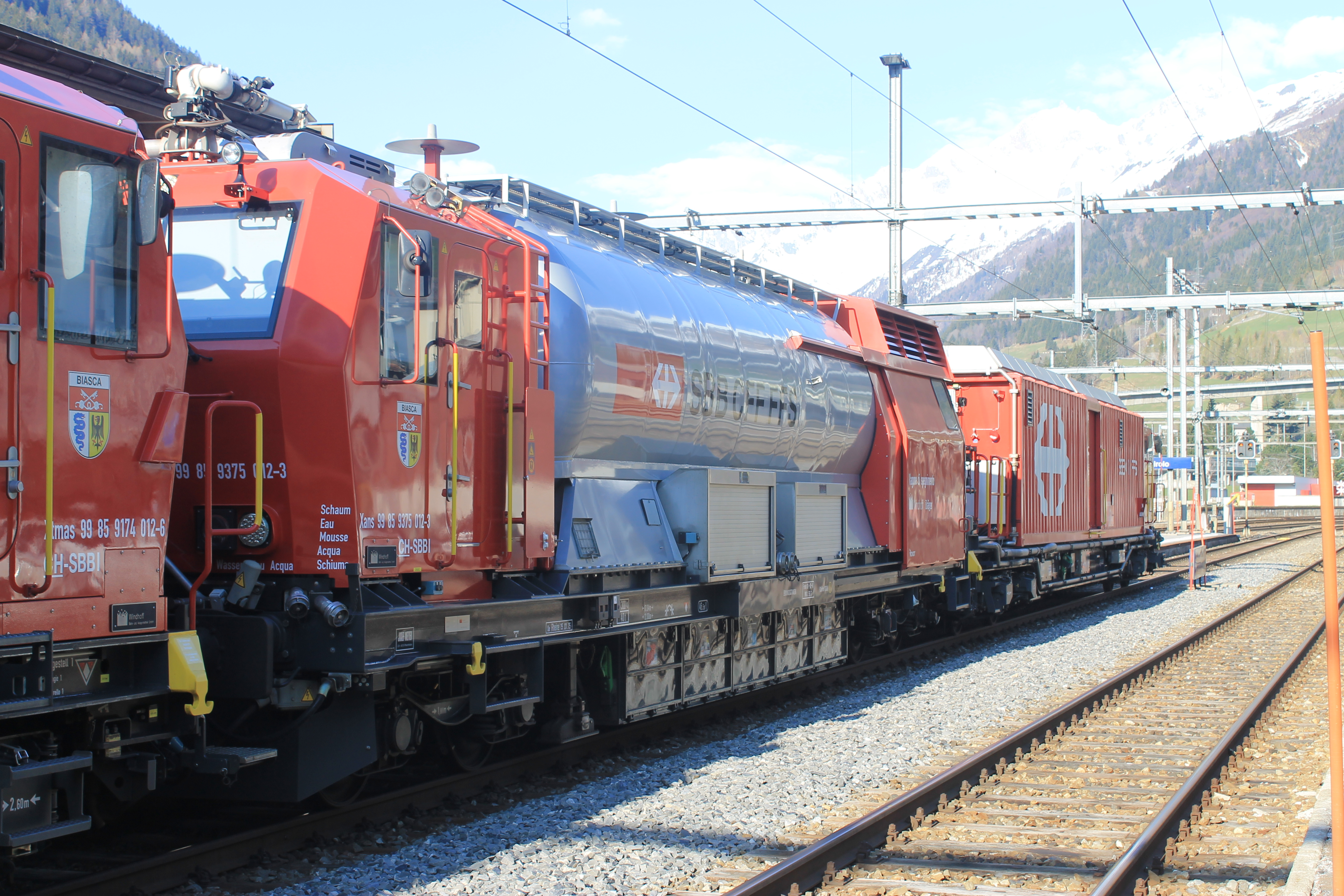
Das Tanklöschfahrzeug verfügt über einen Wassertank mit 44'000 Litern und einen Tank für Schaumextrakt mit 1'800 Litern Inhalt. Auch verfügt es über einen ferngesteuerten Monitor (Wasserwerfer). Klar ist die verbindende Wasserleitung zum führenden Gerätefahrzeug zu erkennen.

Die Betriebswehr SBB Biasca kurz CMI Biasca ist eine Berufsfeuerwehr in der Tessiner Gemeinde Biasca in der Schweiz. Die Feuerwehr ist in den Gebäuden des Erhaltungs- und Interventionszentrums Biasca, Italienisch Centro di manutenzione e intervento a Biasca untergebracht. Sie ist für den Schutz und die Rettung des südlichen Teils des Gotthard-Basistunnels. zuständig. Für den nördlichen Teil ist es die Betriebswehr SBB Erstfeld. Die «Einsatzgrenze» liegt bei Streckenkilometer 121'760. Die Feuerwehr wird von den Schweizerischen Bundesbahnen (SBB) betrieben.
Seit dem Jahr 2006 ist der Lösch- und Rettungsdienst der SBB professionalisiert. Die Feuerwehr beschäftigt 20 Interventionsmitarbeitende, die im 3-Schicht-System arbeiten, also 24 Stunden Dienst und 48 Stunden frei haben. Im Ernstfall wird sie von Milizfeuerwehren und den Mitarbeitern des Instandhaltungszentrums des Tunnels unterstützt, primär von den Corpo Civici Pompieri di Biasca und von der Tre Valli Soccorso. Die Feuerwehr betreibt einen SBB-Rettungszug für den Schutz und die Rettung des Gotthard-Basistunnels. Der Tunnel ist mit 57 km der längste Eisenbahntunnel der Welt. Er durchquert die zentralen Schweizer Alpen in Nord-Süd-Richtung und unterquert damit unter anderem das Gotthardmassiv. Die Feuerwehr ist auch für den Ceneri-Basistunnel zuständig, den 15,4 Kilometer langen, zweigleisigen Eisenbahntunnel, welcher den nördlichen und den südlichen Teil des Kantons Tessin verbindet. Diese Aufgabe teilt sie sich mit dem Rettungszug der in Melide stationiert ist. Das Centro di intervento di Melide ist mit einem baugleichen Rettungszug ausgestattet. Die Rettungszüge müssen innerhalb 5 Minuten einsatzbereit sein.

## Rettungskonzept
Der Gotthard-Basistunnel gilt als der sicherste Eisenbahntunnel der Welt. Züge dürfen ihn mit bis zu 250 Kilometern pro Stunde durchfahren. Es bestehen zwei getrennte Röhren, was eine Kollision aus der Gegenrichtung ausschliesst. Auffahrkollisionen sind hingegen theoretisch möglich. Vor den Tunneleingängen sind Detektionsanlagen in Betrieb. Sie stellen sofort fest, wenn Brände schwelen, gefährliche Gase austreten, Achsen heisslaufen, Bremsen blockieren, sich die Ladung verschiebt und anderes mehr. Züge sollen im Notfall gestoppt werden, bevor sie in den Tunnel einfahren. Bricht in einem Zug ein Feuer aus, soll der Lokomotivführer die nächste Nothaltestelle anfahren. Der Zug wird evakuiert; Notfallbeleuchtung und die Beschilderung führen die Passagiere den Weg aus der Gefahrenzone in die Gegenröhre. Alle 325 Meter hat der 57 Kilometer lange Eisenbahntunnel Übergänge in die Gegenröhre. Ein Rettungszug führt die Evakuierung durch, während der andere Rettungszug die Brandbekämpfung übernimmt. Eine Evakuierung soll innerhalb von 90 Minuten abgeschlossen sein.
Die evakuierten Passagiere werden zu einem Sammelpunkt am Bahnhof in Altdorf UR oder zu einem Sammelplatz am Bahnhof Biasca gebracht. Für die sanitätsdienstliche Schadenplatzorganisation ist der Bahnhof Altdorf vorgesehen. Evakuierte Personen werden mit den Rettungsfahrzeugen an einen Platz an der Westseite der Gleisanlage verbracht. Die Zuständigkeit für die Sammelstelle liegt beim Zivilschutz Uri, welcher auch den Behandlungsplatz übernimmt. Bei Bedarf wird eine mobile Sanitätshilfsstelle aufgestellt und betrieben. Diese ist personell und materiell darauf ausgerichtet, dass bis zu 20 Patienten versorgt und betreut werden können. Im Zentrum stehen neben der medizinischen Triage lebensrettende Notbehandlungen und medizinische Massnahmen zur Erstellung der Transportfähigkeit. Auch die «Care-Organisation des Kantons Uri» würde zum Einsatz kommen. Diese übernimmt die psychologische Nothilfe bei Betroffenen und Einsatzkräften. Damit die Verfügbarkeit der Rettungssanitäter gewährleistet wird, musste das System beim Rettungsdienst des Kantonsspitals Uri umgestellt werden. Vor der Inbetriebnahme des Tunnels wurde die Rettung von Krankenpflegern des Krankenhauses sichergestellt, welche bei Bedarf die Rettungswagen besetzten. Nach Eröffnung des Tunnels wurde das System auf vollzeitbeschäftigte Rettungssanitäter und Intensiv-Krankenpfleger umgestellt. Heute wird der Rettungswagen im Schichtbetrieb besetzt und nicht mehr im Pikett-Verfahren.
Auch beim Bahnhof Biasca kann ein Sammelstelle und ein Behandlungsplatz errichtet werden. Zuständig ist die Tre Valli Soccorso. Diese stellt auch zwei Rettungssanitäter, welche zusammen mit den Mitarbeitern der Betriebswehr SBB Biasca mit dem Rettungszug ausrücken. Die Tre Valli Soccorso ist eine Rettungsdienstorganisation in Biasca. Sie betreibt Stützpunkte in Biasca, Faldo, Airolo und Aquarossa. Neben dem bodengebundenen Rettungsdienst ist sie auch in der Bergrettung aktiv. Sie betreibt ein Tunnelrettungsteam.

## Geschichte
Die Feuerwehr nahm auf den 1. Januar 2015 ihren Betrieb auf, lange vor der Eröffnung des Tunnels. Des geschah, um der Betriebswehr SBB Biasca genügend Vorlaufzeit zu bieten, sich auf die Aufgabe vorzubereiten und mit ihren Partnerorganisationen zu üben. Am 1. Januar 2016 begann der Übungsbetrieb mit einem SBB-Rettungszug. Die Betriebswehr SBB Biasca wurde aufgrund des Betreiberkonzepts «NEAT-Achse Gotthard», Teilkonzept Alarm und Rettung vom 10. Juni 2013 geschaffen.

## Fahrzeuge
Der Zug der Betriebswehr SBB Biasca besteht aus zwei gasdichten Rettungsfahrzeugen, einem Tanklöschwagen sowie einem Gerätefahrzeug. Der Zug ist nach der Gemeinde Biasca benannt. Angetrieben werden das Fahrzeuge mit Powerpacks (Dieselmotor mit Turbolader, Automatikgetriebe mit eingebautem Retarder und Kühlsystem). Die Leistung je Powerpack beträgt 390 kW und die Höchstgeschwindigkeit beträgt 100 km/h. Die Führerstandskabinen sind ebenso wie die Rettungsfahrzeuge druckdicht ausgeführt und verfügen über eine Atemluftversorgung. Das Tanklöschfahrzeug verfügt über einen Wassertank mit 44'000 Litern und einen Tank für Schaumextrakt mit 1'800 Litern Inhalt. Bezogen wurde der Zug von einem Herstellerkonsortium bestehend aus Windhoff Bahn- und Anlagentechnik, Dräger Safety, Joseph Meyer und der Vogt AG. Der Gerätewagen führt den Zug, auf ihn folgt das Tanklöschfahrzeug, welches den Gerätewagen mit Wasser und Schaum versorgt. Der Gerätewagen und das Tanklöschfahrzeug verfügen über einen Hochdruckmonitor und Selbstschutzeinrichtungen. Die Rettungsfahrzeuge bilden den Schluss des Zuges. Sie können abgekoppelt werden und Personen aus der Gefahrenzone bringen, während Geräte- und Tanklöschfahrzeug die Brandbekämpfung übernehmen. Ein solcher Zug kostet um die 15 Mio. Schweizer Franken.